# Marcă finlandeză
Markka sau marca a fost moneda națională folosită în Finlanda din 1860 până la 1 ianuarie, 1999 (practic până la 1 ianuarie, 2002), când a fost înlocuită de euro (€). Codul monetar folosit pentru markka a fost FIM, iar notația familiară a fost mk postfixat. Era împărțită în 100 penni (1 markka finlandeza = 100 penniä). Paritatea pentru un euro a fost de 5.94573 markkaa.

## Istoria monedei finlandeze
Banca Națională a Finlandei a introdus marca finlandeză în 1860, care a dus la înlocuirea primei ruble rusești cu o rată de ruble pe patru mărci finlandeze. În 1865, markka finlandeză a fost legată de argint și separată de rublele rusești. Sistemul de evaluare standard al Uniunii Monetare Latine a fost adoptat de guvernul finlandez în 1878-1915, iar în timpul primului război mondial markka a fluctuat inegal. Rata inflației a variat între -16 și + 23. După ce țara și-a câștigat independența în 1917, sistemul standard de aur a fost restabilit în națiune.

## Design
Monedele euro finlandeze au trei modele, modelul Heikki Haivaoja adoptat de monedele cent și monede 50, Ramao Heino a proiectat două monede euro, iar moneda euro 1 a fost creată de Perti Makinen. Goldenberry din nordul Finlandei este tipărită pe o monedă de două euro.
Procesul de miting al primului set de euro finlandez a început în 1999. Deși montarea monedelor a început să se pregătească mai devreme pentru procesul de tranziție, introducerea monedelor nu a venit până la 2002. Cu toate acestea, monedele sunt date cu 1999. Toate bancnotele euro dintre 1999 și 2006 au inscripția "M" pe ele, o abreviere a maestrului țării de rafinare Raimo Makomen. În decembrie 2006, Banca Națională a decis să modifice normele privind licitațiile valutare. Noua regulă a permis tuturor statelor membre care au emis moneda să adauge numele națiunii pe monede. Pentru Finlanda, numele a fost abreviat ca FI. Finlanda a devenit prima țară din Uniunea Monetară Europeană care a făcut îmbunătățirile privind moneda.

## Bancnote
Primele note de marcă finlandeze au fost proiectate și emise în 1980 și, respectiv, 1986. O notă marca 20 avea o imagine a lui Vainio Lina în mod fraudulos; banca nu a primit drepturile de autor de la proprietari. Frauda a fost descoperită mai târziu după ce mai multe milioane de note erau în circulație. A doua serie de note markka a intrat în uz în 1955 și a fost revizuită în 1965. Topia Wirkkala a proiectat noul proiect de lege.

## Euro
Finlanda este printre membrii zonei euro, unde moneda euro este moneda euro. Prima serie de euro a fost introdusă în 2002 și a fost în circulație de atunci. Spre deosebire de monedele euro, bancnotele euro au același design în întreaga zonă euro. Denumirile sale sunt în 5, 10, 20, 50, 100, 200 și 500. Acestea sunt fabricate din fibră de bumbac pur pentru a spori durabilitatea și pentru a da notei o textura distinctă.